# Раденко
Раденко српско мушко лично име. Према „Речнику личних имена код Срба” име Раденко је изведено од коријена рад + енко или од имена Раден + ко. Женска варијанта имена је Раденка.
Од имена Раденко настало је презиме Раденковић.